# اولتا بیوتی
اولتا بیوتی (انگلیسی: Ulta Beauty) که قبلاً با نام اولتا سالن، لوازم آرایشی و عطر، آی‌ان‌سی. شناخته می‌شد، یک فروشگاه زنجیره‌ای زیبایی در ایالات متحده آمریکا در بولینگ بروک، ایلینوی است.